# 肋眼排
肋眼排（Rib eye steak）也稱為肉眼排，在澳洲及紐西蘭也稱為蘇格蘭菲力（Scotch fillet），是肋眼部份的牛排。肋眼約在第六到十二根肋骨的位置，大部份由背最长肌組成，不包括頭半棘肌及脊柱胸肌。

## 說明

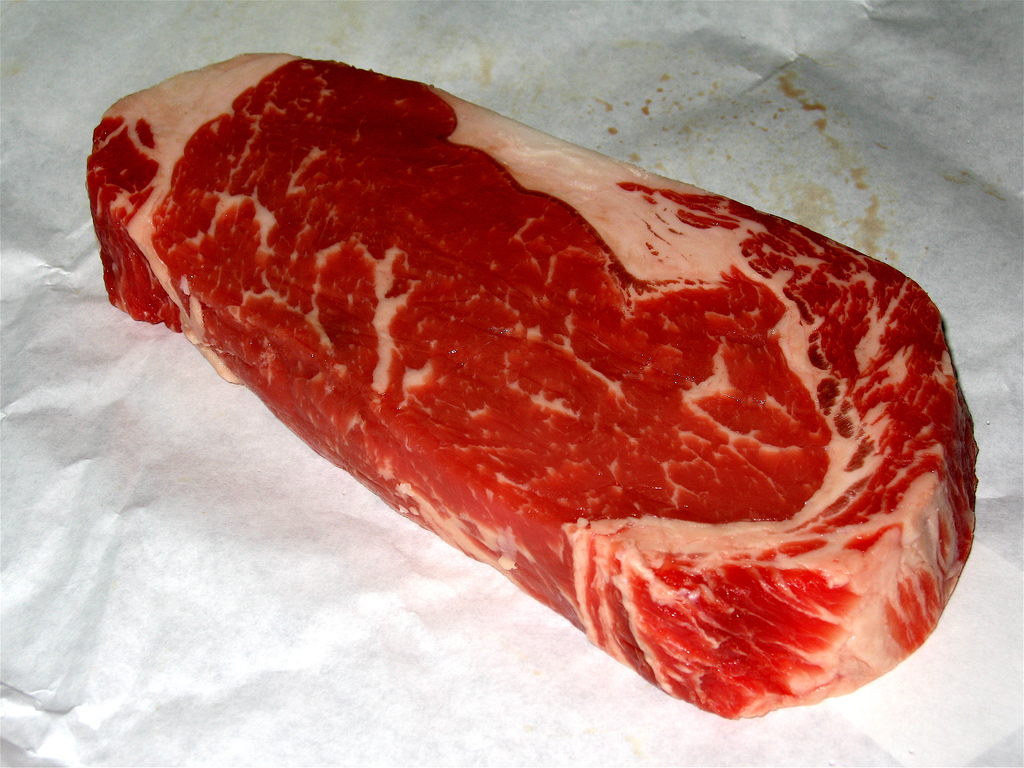
特選級肋眼排

肋眼排大部份是由背最長肌組成，不過也會有背半棘肌及及棘肌。背最長肌也稱為是eye of the ribeye，棘肌則稱為是ribeye cap，背半棘肌是肋眼排前面的小肌肉，有可能會被肉商切掉。
肋眼排美味，口感細緻，位在肋骨上方比較沒有運動的部份約在第六節到第十二節肋骨的部位，其大理石狀的脂肪花纹，適合用烤箱快火烤。

## 變體
在澳洲，若肋眼排是連骨的，會稱為肋眼排，若沒有骨頭，則稱為蘇格蘭菲力。

## 外部連結
- USDA Institutional Meat Purchase Specifications
- "Picture and Diagram of beef cuts" （页面存档备份，存于）
- National Cattlemen's Beef Association （页面存档备份，存于）